# Rubus spectabilis

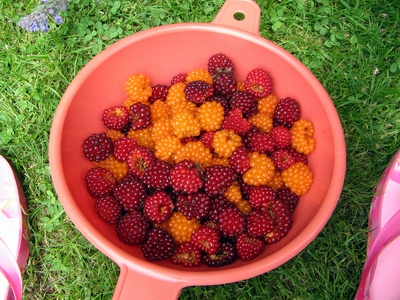
Quả của R. spectabilis

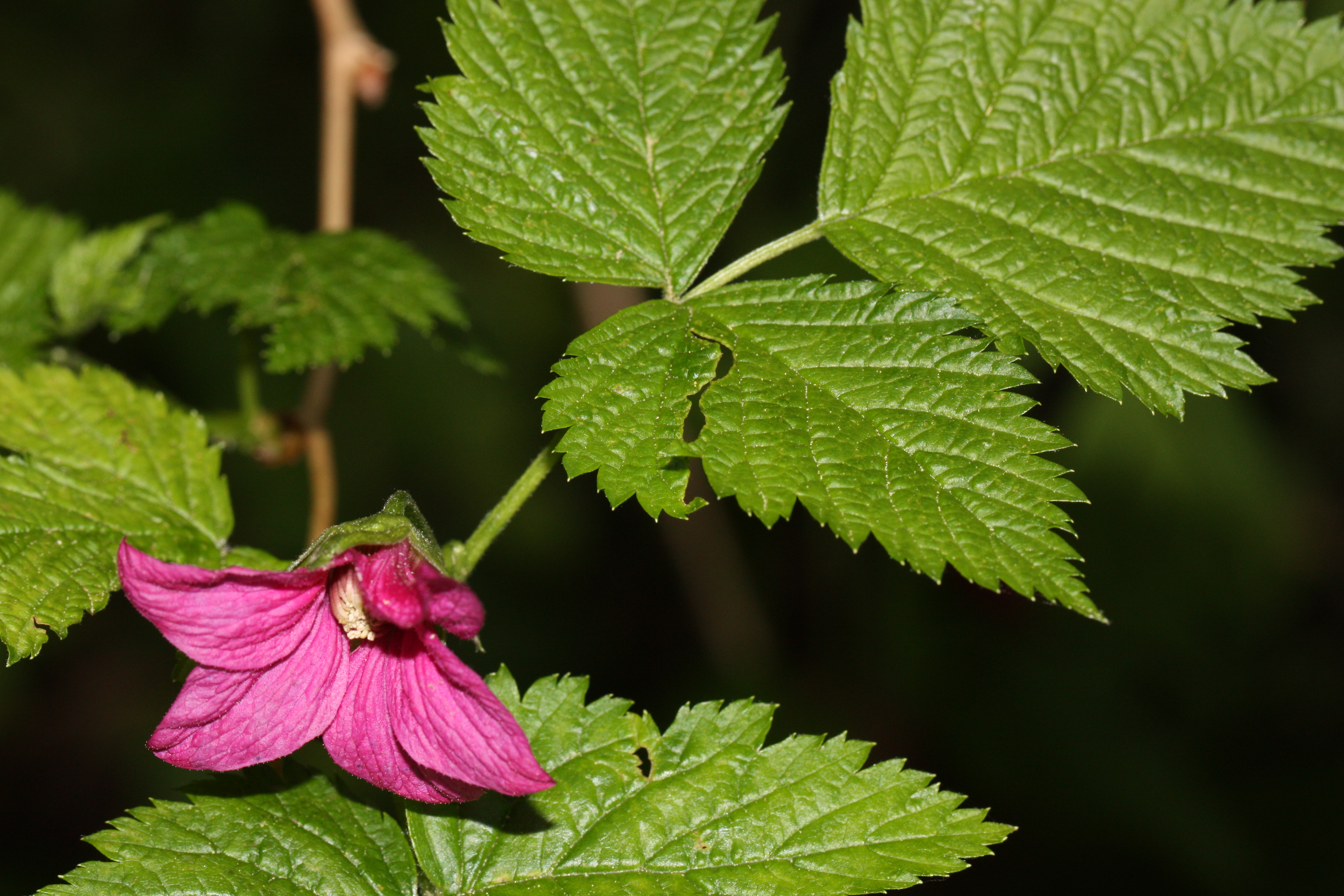
Lá và hoa của R. spectabilis

Rubus spectabilis hay salmonberry, là một loài thực vật có hoa thuộc chi Mâm xôi. Đây là loài bản địa của phía tây Bắc Mỹ, bắt đầu từ Alaska tới tận California, chạy qua phía đông đến bang Idaho. Loài này sau đó được du nhập và trở thành giống hoang dã ở các vùng tây bắc châu Âu.

## Mô tả
R. spectabilis là một cây bụi lâu năm, rụng lá theo mùa, thân gỗ, cao đến 1 – 4 m, dày 3 – 15 mm, khoác trên thân các gai nhọn; cây con mọc từ thân rễ cây mẹ. Thân và cành có màu vàng nâu và màu nâu đỏ. Lá 3 thùy, hình lông chim, có răng cưa ở hai bên mép, dài 7 – 22 cm, cuống lá dài khoảng 1 – 9 cm. Hoa mọc thành cụm 1 tới 4 bông, cánh hoa có màu tím và hồng đậm, dài 10 – 15 mm và rộng khoảng 3 – 4 mm, hoa có đường kính 2 – 3 cm, nở từ tháng 3 đến tháng 6. Quả chín từ đầu tháng 5 đến cuối tháng 7 ở hầu hết các vùng mà R. spectabilis có mặt. Quả có màu vàng cam, đỏ tươi và đỏ thẫm, dài 1,5 – 2 cm, ăn được, tuy nhiên không giống các loại mâm xôi khác, nó lại rất nhạt. Nhiễm sắc thể bằng 7.
R. spectabilis được tìm thấy trong các khu rừng ẩm ướt, ven bờ suối, đặc biệt là trong các khu rừng ven biển, thường mọc ở độ cao không quá 1400 m. Ở những khu vực thoáng đãng, chúng thường tạo thành những bụi dày và rộng lớn.

## Sử dụng
Mặc dù vô vị, quả của R. spectabilis vẫn được dùng để chế biến thành mứt, kẹo và ngâm rượu. Đây là nguồn một thực phẩm quan trọng cho người dân bản địa, khi quả mọng được ăn với cá hồi hoặc trộn với dầu và trứng cá hồi. Tuy nhiên, quả không được phơi khô vì lượng nước trong nó khá nhiều. Chồi non được thu hoạch vào đầu mùa xuân và hè, được ăn sống hoặc hấp. Vỏ cây giã nát có thể đắp vết thương, đặc biệt là bỏng.
Lá và quả cũng là nguồn thực phẩm cho các loài vật có vú và chim chóc. Thân cây đầy gai nhọn là nơi trú ẩn lý tưởng cho các loài sóc, thỏ...
R. spectabilis cũng được trồng như cây cảnh vì màu hoa rực rỡ của nó.